# Adonisea obliquata
Adonisea obliquata är en fjärilsart som beskrevs av Smith 1891. Adonisea obliquata ingår i släktet Adonisea och familjen nattflyn. Inga underarter finns listade i Catalogue of Life.